# 金井史更
金井 史更（かない しこう、1991年10月25日 - ）は、日本の俳優、タレントである。愛称はしーくん。
東京都出身。ジョビィキッズ所属。血液型A型。

## 出演

### テレビドラマ
- ライオン先生（2003年、日本テレビ）石井勇治 役
- 不機嫌なジーン（2005年、フジテレビ）勝田少年 役
- ぼくの夏休み（2012年、フジテレビ）ヒロト 役

### バラエティ
- おはスタ（2008年4月5日 - 2009年5月4日、テレビ東京）SHIPS・日渡星司 役

### 映画
- 釣りバカ日誌14 お遍路大パニック!（2003年）中浜良介 役
- YUMENO（2005年）リョウ 役
- 地下鉄に乗って （2006年）小沼圭三 役

### インターネット動画
- キラキラ男子学園

### テレビアニメ
- きらりん☆レボリューション STAGE3（2008年4月4日 - 、テレビ東京） - 日渡星司 役（2代目）[1]

## 作品

### CD
- SHIPS名義
  - TOKYO FRIEND☆SHIPS（2008年6月25日、zetima）
  - きみがいる（2008年11月26日、zetima）

## 書籍

### 雑誌
- ニコラ（新潮社）